# Каменецкий район
Камене́цкий райо́н (бел. Камянецкі раён) — административная единица на западе Брестской области Республики Беларусь. В районе 236 населенных пунктов, входящих в Высоковский городской и 13 сельсоветов. Административный центр — город Каменец.
Численность населения — 30 495 человек (на 1 января 2025 года).
Расположена Каменецкая башня.

## География
Площадь территории — 1705,32 км² (10-е место среди районов). Граничит с Польшей, Брестским, Жабинковским, Кобринским и Пружанским районами Брестской области. Населённые пункты семи сельсоветов района находятся в пограничной зоне, для которой действует особый режим посещения. Поверхность района холмисто-равнинная, наивысшая точка — 198 метров над уровнем моря.
Обнаружены следующие полезные ископаемые: торф, глина, строительные пески, песчано-гравийный материал.
На территории района находятся 34 водоема, крупнейший из них — озеро Сипурка, площадь которого 29,7 гектара. Главные реки — Западный Буг с притоками Лесная и Пульва. Лесистость составляет 27 %. Район относится к Припятскому гидрологическому району.
Типы почв: дерново-подзолистые, аллювиальные, торфяно-болотные, супеси. Зоогеографический район — Полесский.

### Климат
Годовое количество солнечной радиации составляет 3900 МДж/м². Средняя температура января составляет −4,0 °C, а июля 18,5 °C. Среднегодовое количество осадков: 550 мм. Режим осадков равномерный. Протяжённость вегетационного периода составляет 191—208 суток.

## Геральдика
Герб утверждён решением Каменецкого районного исполнительного комитета от 20 августа 1998 года № 466, зарегистрирован в Гербовом матрикуле Республики Беларусь 14 сентября 1998 года № 20.

## История
Каменецкий район был образован 15 января 1940 года после присоединения к СССР восточных областей Польши. 16 августа 1945 года в состав Каменецкого района вошла территория Беловского сельсовета Гайновского района, остальные сельсоветы которого были переданы Польше.
8 августа 1959 года к району присоединены городской посёлок Жабинка и 4 сельсовета (Кривлянский, Сакский, Степанковский и Яковчицкий) упразднённого Жабинковского района, которые 25 декабря 1962 года были исключены из состава образованного Каменецкого района и переданы образованному Кобринскому району.
17 апреля 1962 года к району присоединена территория упразднённого Высоковского района. В результате этих изменений сформировались современные границы района.
20 октября 1995 года административные единицы Каменецкий район и город Каменец, имеющие общий административный центр, объединены в одну административную единицу — Каменецкий район.
За достижение в 2022 году наилучших показателей в сфере социально-экономического развития Каменецкий район признан победителем соревнования среди районов. Занесен на Республиканскую доску Почёта.
За достижение в 2023 году наилучших показателей в сфере социально-экономического развития Каменецкий район (вместе с Барановичским, Островецким, Несвижским, Солигорским) признан победителем соревнования (среди районов) и занесен на Республиканскую доску Почёта.

## Население
Численность населения — 30 495 человек (на 1 января 2025 года), в том числе городское — 13 074 человек (Каменец — 8 133 человек, Высокое — 4 941 человек), сельское — 17 421 человек.
Население района на 1 января 2024 года составляло 31 088 человек, в том числе в городских условиях жили 13 200 человек (население городов Каменец и Высокое). Происходит естественная убыль населения с коэффициентом −4,4 (2011 год).
| Численность населения (по годам) | Численность населения (по годам) | Численность населения (по годам) | Численность населения (по годам) | Численность населения (по годам) | Численность населения (по годам) | Численность населения (по годам) | Численность населения (по годам) | Численность населения (по годам) | Численность населения (по годам) |
| 1996                             | 2001                             | 2002                             | 2003                             | 2004                             | 2005                             | 2006                             | 2007                             | 2008                             | 2009                             |
| -------------------------------- | -------------------------------- | -------------------------------- | -------------------------------- | -------------------------------- | -------------------------------- | -------------------------------- | -------------------------------- | -------------------------------- | -------------------------------- |
| 44 300                           | ▼43 495                          | ▼43 025                          | ▼42 609                          | ▼42 197                          | ▼41 720                          | ▼41 226                          | ▼40 839                          | ▼40 245                          | ▼39 717                          |
| 2010                             | 2011                             | 2012                             | 2013                             | 2014                             | 2015                             | 2016                             | 2017                             | 2018                             | 2019                             |
| ▼39 037                          | ▼38 219                          | ▼37 599                          | ▼37 006                          | ▼36 575                          | ▼36 069                          | ▼35 487                          | ▼35 090                          | ▼34 630                          | ▼33 993                          |
| 2020                             | 2021                             | 2022                             | 2023                             | 2024                             | 2025                             | 2026                             |                                  |                                  |                                  |
| ▼33 396                          | ▼32 854                          | ▼32 090                          | ▼ 31 476                         | ▼ 31 088                         | ▼30 495                          |                                  |                                  |                                  |                                  |

На 1 января 2021 года 19,8 % населения района было в возрасте моложе трудоспособного, 54 % — в трудоспособном, 26,2 % — старше трудоспособного. Коэффициент рождаемости в 2017 году — 12,5 (родился 441 ребёнок), смертности — 17,1 (умерло 600 человек). В 2020 году в районе были заключены 208 браков (6,3 на 1000 человек) и 106 разводов (3,2).

### Половой состав
| Городское население | Городское население | Городское население | Городское население | Городское население | Городское население | Городское население | Сельское население | Сельское население | Сельское население | Сельское население | Сельское население | Сельское население | Сельское население |
|                     | 1999                | 1999                | 2009                | 2009                | 2019                | 2019                |                    | 1999               | 1999               | 2009               | 2009               | 2019               | 2019               |
| ------------------- | ------------------- | ------------------- | ------------------- | ------------------- | ------------------- | ------------------- | ------------------ | ------------------ | ------------------ | ------------------ | ------------------ | ------------------ | ------------------ |
| Мужчины, чел.       | 6 517               | 47,2 %              | ↗ 6 594             | 47,7 %              | ↘ 6 194             | 47,1 %              | Мужчины, чел.      | 13 895             | 46,4 %             | ↘ 11 760           | 46,4 %             | ↘ 9 536            | 46,9 %             |
| Женщины, чел.       | 7 286               | 52,8 %              | ↘ 7 229             | 52,3 %              | ↘ 6 969             | 52,9 %              | Женщины, чел.      | 16 025             | 53,6 %             | ↘ 13 560           | 53,6 %             | ↘ 10 793           | 53,1 %             |
| Всего, чел.         | 13 803              | 13 803              | ↗ 13 823            | ↗ 13 823            | ↘ 13 163            | ↘ 13 163            | Всего, чел.        | 29 920             | 29 920             | ↘ 25 320           | ↘ 25 320           | ↘ 20 329           | ↘ 20 329           |

### Национальный состав
По переписи 1959 года, в Каменецком районе (без учёта территории Высоковского района) проживало 41 657 белорусов (89,64 %), 2301 поляк (4,95 %), 1790 русских (3,85 %), 585 украинцев (1,26 %).
На момент переписи населения 2009 года большую часть (82,4 %) населения района составляли белорусы, украинцы — 7,7 %, русские — 6,0 %, поляки — 2,0 % от общей численности населения района.
В 2019 году по переписи населения: белорусы — 83,84 %, русские — 6,8 %, украинцы — 6,2 %, поляки — 1,47 %.

## Административное деление
| №                | Название         | Название         | Административный центр  | Количество населённых пунктов | Население, чел. (2019) | Место (по населению) | Площадь, км2 | Место (по площади) | Сельские Советы Каменецкого района |
| №                | на русском       | на белорусском   | Административный центр  | Количество населённых пунктов | Население, чел. (2019) | Место (по населению) | Площадь, км2 | Место (по площади) | Сельские Советы Каменецкого района |
| Сельсоветы       |                  |                  |                         |                               |                        |                      |              |                    | Сельские Советы Каменецкого района |
| 1                | Беловежский      | Белавежскі       | агрогородок Беловежский | 4                             | 2080                   | 6                    | 31,86        | 13                 | Сельские Советы Каменецкого района |
| 2                | Верховичский     | Вярховіцкі       | деревня Верховичи       | 24                            | 2404                   | 4                    | 200,98       | 2                  | Сельские Советы Каменецкого района |
| 3                | Видомлянский     | Відамлянскі      | агрогородок Видомля     | 25                            | 2203                   | 5                    | 145,63       | 5                  | Сельские Советы Каменецкого района |
| 4                | Войский          | Войскі           | агрогородок Войская     | 21                            | 1527                   | 10                   | 121,69       | 7                  | Сельские Советы Каменецкого района |
| 5                | Волчинский       | Воўчынскі        | деревня Волчин          | 18                            | 1666                   | 7                    | 136,84       | 6                  | Сельские Советы Каменецкого района |
| 6                | Дмитровичский    | Дзмітровіцкі     | агрогородок Дмитровичи  | 29                            | 1626                   | 8                    | 160,23       | 3                  | Сельские Советы Каменецкого района |
| 7                | Каменюкский      | Камянюцкі        | агрогородок Каменюки    | 17                            | 1051                   | 12                   | 257,11       | 1                  | Сельские Советы Каменецкого района |
| 8                | Новицковичский   | Навіцкавіцкі     | агрогородок Новицковичи | 11                            | 857                    | 14                   | 82,57        | 12                 | Сельские Советы Каменецкого района |
| 9                | Огородникский    | Агародніцкі      | агрогородок Огородники  | 15                            | 1156                   | 11                   | 102,65       | 9                  | Сельские Советы Каменецкого района |
| 10               | Пелищенский      | Пелішчанскі      | агрогородок Пелище      | 12                            | 1543                   | 9                    | 85,29        | 11                 | Сельские Советы Каменецкого района |
| 11               | Ратайчицкий      | Ратайчыцкі       | деревня Ратайчицы       | 13                            | 998                    | 13                   | 99,99        | 10                 | Сельские Советы Каменецкого района |
| 12               | Речицкий         | Рэчыцкі          | деревня Речица          | 30                            | 727                    | 15                   | 159,71       | 4                  | Сельские Советы Каменецкого района |
| 13               | Ряснянский       | Раснянскі        | агрогородок Рясна       | 15                            | 2491                   | 3                    | 107,04       | 8                  | Сельские Советы Каменецкого района |
| Города           |                  |                  |                         |                               |                        |                      |              |                    | Сельские Советы Каменецкого района |
| 14               | Высокое          | Высокае          | —                       | 1                             | 4827                   | 2                    | 5,56         | 15                 | Сельские Советы Каменецкого района |
| 15               | Каменец          | Камянец          | —                       | 1                             | 8336                   | 1                    | 8,17         | 14                 | Сельские Советы Каменецкого района |
| Каменецкий район | Каменецкий район | Каменецкий район | город Каменец           | 236                           | 33 492                 | 33 492               | 1 705,32     | 1 705,32           | Сельские Советы Каменецкого района |

В 2011 году на территории района был упразднён Каленковичский сельсовет, населённые пункты которого переданы в ведение Верховичского сельсовета.

## Экономика

### Промышленность
На территории района расположены в основном предприятия пищевой промышленности: 
- ОАО «Беловежские сыры»; 
- Филиалы ОАО «Савушкин продукт» и СП «Санта-Бремор»; 
- ОАО "Беловежский" (производство мясной продукции). 
Продукция этих предприятий известна не только в Белоруссии, но и за её рубежами. Специализация промышленности — пищевая. 
Другие крупные предприятия: 
- ООО «Агропродукт» (жиры и масла); 
- ОАО «Верховичский крахмальный завод»; 
- ООО «АрмикИнвест» (пельмени, чебуреки);
- СОАО «Риона СиЭмЖи» (изделия из полимеров); 
- ПУП «Бо Аллур» (маникюрные пилочки).
В 2020 году средняя зарплата работников в районе составила 100,4 % от среднего уровня по Брестской области.
Выручка от реализации продукции, товаров, работ, услуг за 2020 год составила 1278,4 млн рублей (около 500 млн долларов), в том числе 284,1 млн рублей пришлось на сельское, лесное и рыбное хозяйство, 579 млн на промышленность, 31,1 млн на строительство, 370,3 млн на торговлю и ремонт.

### Сельское хозяйство
Сельское хозяйство специализируется в основном на свиноводстве, свеклосеянии, зерновых культурах.
В 2020 году сельскохозяйственные организации района собрали 131,3 тыс. т зерновых и зернобобовых культур при урожайности 41,7 ц/га, 122,1 тыс. т сахарной свёклы при урожайности 438 ц/га. Под зерновые культуры в 2020 году было засеяно 31,5 тыс. га пахотных площадей, под сахарную свёклу — 2,8 тыс. га, под кормовые культуры — 28,4 тыс. га.
На 1 января 2021 года в сельскохозяйственных организациях района содержалось 58 тыс. голов крупного рогатого скота, в том числе 20,4 тыс. коров, 118,3 тыс. свиней. В 2020 году сельскохозяйственные организации района реализовали 33,3 тыс. т мяса скота и птицы и произвели 150,3 тыс. т молока.

### Туризм
На территории Каменецкого района в районе пос. Каменюки расположены основные туристические объекты Национального природного парка "Беловежская Пуща". Ежегодно Беловежская Пуща притягивает десятки тысяч туристов не только из Беларуси, но и из России и других стран ближнего и дальнего зарубежья. К услугам туристов имеются несколько гостиниц, многочисленные агроусадьбы, кафе и рестораны. Для удобства передвижения туристов по "Беловежской Пуще" работает прокат велосипедов.

## Транспорт

### Железнодорожный транспорт
По территории района проходит железная дорога:
- «Брест — Высоко-Литовск — Черемха»

Данная дорога обеспечивает круглогодичное пассажирское сообщение населённых пунктов Каменецкого района с областным центром Брестом. Дорога не электрифицирована.

### Автомобильные дороги
В Каменецком районе также имеются автомобильные дороги:
- Р83 «Брест — Беловежская пуща»
- Р16 «Брест — Песчатка»
- Р85 «Слоним — Высокое — граница Республики Польша»
- Р7 «Каменец — Жабинка»
- Р102 «Оберовщина — Каменец — Кобрин»,
- Р9 «Высокое — Волчин — граница Республики Польша»
- Р98 «Граница Республики Польша (Песчатка) — Каменец — Свислочь».

### Автомобильный транспорт
В Каменце работает автовокзал. Регулярные автобусные перевозки связывают Каменец, Высокое, туристический центр Нацпарка "Беловежская Пуща" и другие населённые пункты района с Брестом. Также развиты внутрирайонные перевозки рейсовыми автобусами.

## Культура и образование

### Образовательные учреждения
В систему образования района входят 58 учреждений: 1 гимназия, 18 средних школ, 5 базовых школ, 1 средняя школа-сад, 5 начальных школ-садов, 20 детских дошкольных учреждений, 1 учебно-производственный комбинат, 1 учебный центр Каменецкого райсельхозпрода, 2 центра внешкольной работы, 1 центр туризма и краеведения, 1 центр коррекционно-развивающего обучения и реабилитации, 1 социально-педагогический центр с детским социальным приютом, 1 специализированная детско-юношеская школа олимпийского резерва «Пуща». Функционируют и учреждения областного подчинения: 1 санаторная школа-интернат, 1 вспомогательная школа-интернат, 1 сельскохозяйственный профессионально-технический колледж.

### Библиотеки
В районе 36 библиотек: Центральная районная библиотека имени В.Игнатовского, 1 городская, 2 детских и 32 сельских библиотеки.

### Культура и досуг
В сеть учреждений культуры клубного типа входит 30 единиц: 2 городских Дома культуры, 2 сельских Центра культуры и досуга, 19 сельских Домов культуры, 5 сельских клубов, 1 автоклуб, 1 сельский Центр ремёсел и культуры. Работают 2 музыкальных школы и 3 школы искусств.

### Музеи
В Каменецком районе действуют музеи:
- Музей природы национального парка «Беловежская пуща»;
- Каменецкая башня — филиал Брестского областного краеведческого музея;
- Археологический музей под открытым небом в Беловежской пуще около аг. Каменюки.

## Достопримечательности
- Каменецкая башня (1276)
- Троицкий костёл в Волчине (1733) — здесь был захоронен последний польский король Станислав Август Понятовский
- Дворцово-парковый ансамбль Сапегов-Потоцких (1678—1680), Высоковский замок в Высокое
- Троицкий костёл (1603) в Высоком
- Крестовоздвиженская церковь (1869) в Высоком
- На территории района обнаружены поселения и могильники культуры абажурных (подклёшевых) погребений
- Католический храм Сердца Иисуса (1934) в аг. Пелище
- Православная церковь Св. Варвары (1869) в д. Суходол
- Археологическое селище "Кусичи" в аг. Огородники
- Ануфриевская церковь в аг. Ставы
- Свято-Преображенская церковь (1877) в д. Тростяница
- Успенская церковь (2-я пол. XIX в.) в д. Шишово
- Церковь Казанской Божьей Матери в д. Рожковка
- Успенская церковь (1873) в д. Речица
- Свято-Андреевская церковь (1877) в д. Пашуки
- Свято-Успенская церковь в д. Паниквы
- Деревянная церковь Св. Параскевы Пятницы в д. Николаево
- Преображенская церковь (1786) в аг. Дмитровичи
- Крестовоздвиженская церковь (1925) в д. Омеленец
- Церковь Святого Онуфрия (1840) в д. Борщево
- Свято-Троицкая церковь в аг. Войская
- Усадьба Пузынов в д. Гремяча
- Свято-Петропавловская церковь (XVIII в.) в д. Городище
- Свято-Николаевская церковь (1760) в д. Мурины Малые Видомлянского сельсовета
- Михайловская церковь в д. Токари

### Памятник природы, заказник
- «Долбнево» — заказник местного значения

## Галерея
- Деревянная церковь Св. Параскевы Пятницы в Николаево
- Церковь Св. Онуфрия в Борщево
- Православная церковь Св. Варвары в Суходол
- Усадьба Пузынов в Гремяча
- Михайловская церковь в Токари
- Часовня Святой Барбары в Высоком
- Свято-Петропавловская церковь в Городище
- Крестовоздвиженская церковь в Высоком
- Троицкий костёл в Волчине
- Преображенская церковь в аг. Дмитровичи
- Свято-Успенская церковь в Паниквы